# Stelian Moculescu
Stelian Moculescu (ur. 6 maja 1950 w Braszowie) – rumuński siatkarz, grający na pozycji środkowego. Również jest trenerem siatkarskim. Od stycznia 2017 roku jest selekcjonerem reprezentacji Austrii.
Jest żonaty, ma troje dzieci. Posiada dwa obywatelstwa: rumuńskie i niemieckie.

## Kariera
Jako zawodnik grał z reprezentacją Rumunii w turnieju olimpijskim w 1972 roku odbywającym się w Monachium, zajmując 5. miejsce. Karierę trenerską rozpoczął w 1977 roku jako wciąż aktywny zawodnik w niemieckim klubie TSV 1860 Monachium, z którym w latach 1978 i 1980 zdobył mistrzostwo Niemiec. W sezonie 1982/1983 pracował w VC Passau. Kolejne lata do 1986 roku spędził w Bawarii. Rok później powrócił do monachijskiego klubu. Następnie trenował TSV Milbertshofen. W latach 1992–1997 prowadził ASV Dachau, a od 1997 do 2016 roku był trenerem VfB Friedrichshafen, z którym zdobył 16 mistrzostw Niemiec, 15 Pucharów Niemiec, a w sezonie 2006/2007 wygrał Ligę Mistrzów.
W latach 1999–2008 prowadził męską reprezentację Niemiec. W Mistrzostwach Europy w 2007 roku zajął 5. miejsce, uzyskując bezpośredni awans do kolejnego turnieju. Doprowadził reprezentację po raz pierwszy od 1972 roku do Igrzysk Olimpijskich 2008.
Od 2008 do 2012 roku był pierwszym trenerem męskiej reprezentacji Rumunii.
W 2008 otrzymał Order Zasługi Badenii-Wirtembergii.

## Jako siatkarz

### Sukcesy klubowe
Puchar RFN:
- 1973, 1975, 1978, 1979, 1980

Mistrzostwo RFN:
- 1975, 1978, 1980
- 1976, 1977, 1979

## Jako trener

### Sukcesy klubowe
Puchar Austrii:
- 1984

Mistrzostwo Austrii:
- 1984, 1985

Mistrzostwo RFN:
- 1991

Mistrzostwo Niemiec:
- 1995, 1996, 2018

Puchar Europy Mistrzów Klubowych:
- 1996

Superpuchar Europy:
- 1996

Puchar Niemiec:
- 1997

### Zdobyte sukcesy z klubemVfB Friedrichshafen
Puchar Niemiec:
- (13x): 1998, 1999, 2001, 2002, 2003, 2004, 2005, 2006, 2007, 2008, 2012, 2014, 2015

Mistrzostwa Niemiec:
- (13x): 1998, 1999, 2000, 2001, 2002, 2005, 2006, 2007, 2008, 2009, 2010, 2011, 2015
- (4x): 2004, 2013, 2014, 2016
- (1x): 2003

Puchar Europy Mistrzów Klubowych:
- (1x): 2000
- (1x): 1999

Liga Mistrzów:
- (1x): 2007